# Świętno (województwo zachodniopomorskie)
Świętno – osada w Polsce położona w województwie zachodniopomorskim, w powiecie szczecineckim, w gminie Grzmiąca. Osada jest obecnie bezludna.